# Cayaponia cordata
Cayaponia cordata là một loài thực vật có hoa trong họ Cucurbitaceae. Loài này được (Cogn.) Duchen & S.S. Renner mô tả khoa học đầu tiên năm 2010.